# Sirkka Hämäläinen
Sirkka Hämäläinen (Riihimäki, 8 mei 1939) is een Fins econoom.
Zij was vanaf 1 januari 1998 tot 1 juni 2003 directeur van de Europese Centrale Bank (ECB). Haar opvolger was Gertrude Tumpel-Gugerell.
- Catàleg d'autoritats de noms i títols de Catalunya: 981058512231406706
- International Standard Name Identifier: 0000 0000 2380 5662
- Library of Congress Control Number: n82159995
- Virtual International Authority File: 77672345
- WorldCat: E39PBJrCd7myf8D4wJwDxpqG73

1. ↑  https://ritarikunnat.fi/?page_id=8223; geraadpleegd op: 11 november 2023.
2. ↑  Helsingin Sanomat; pagina('s): B11; datum van uitgave: 4 juni 1995.
3. ↑  https://president.ee/et/teenetemargid/teenetemarkide-kavalerid/14136-sirkka-hamalainen; geraadpleegd op: 11 november 2023.
4. ↑  Helsingin Sanomat; pagina('s): 20; datum van uitgave: 6 december 1988.
5. ↑  https://ritarikunnat.fi/ritarikunnat/annetut-kunniamerkit/vuonna-2023-annetut-kunniamerkit-forlanade-utmarkelsetecken-2023/06-12-2023-itsenaisyyspaiva-sjalvstandighetsdagen-06-12-2023/; geraadpleegd op: 3 december 2023.